# Richard E. Young
Richard E. Young (20 agosto 1938) è un biologo statunitense, specializzato in teutologia, Professore Emerito di oceanografia presso la School of Ocean and Earth Science and Technology dell'Università delle Hawaii.

## Formazione
Young conseguì una laurea in Arti presso il Pomona College nel 1960. Nel 1964 ottenne un Master of Science presso l'Università della California del Sud e nel 1968 conseguì un dottorato di ricerca (Ph.D.) presso l'Istituto di Scienze Marine dell'Università di Miami.

## Carriera
Dal settembre 1968 al giugno 1969, Young fu Professore Assistente in visita di Zoologia presso la Ohio Wesleyan University. Nel 1973 fu nominato Professore Associato di Oceanografia presso l'Università delle Hawaii e nel 1983 fu promosso a Professore di Oceanografia. Si è ufficialmente ritirato nel 2001, ma ha continuato a contribuire come Professore Emerito fino ad oggi.
Le sue attuali aree di studio includono l'evoluzione, la sistematica e la morfologia funzionale dei cefalopodi, nonché i ruoli ecologici che questi organismi svolgono nelle comunità oceaniche attuali e passate. In passato, le sue ricerche sui cefalopodi hanno riguardato la bioluminescenza, l'ecologia delle larve e l'ecologia degli animali delle acque intermedie. Più recentemente, si è concentrato sull'ecologia degli animali della zona mesopelagica. Dal 1996 a oggi, è stato un contributore di rilievo sul tema dei cefalopodi per il Tree of Life Web Project.

## Pubblicazioni parziali
Le seguenti pubblicazioni hanno Young come coautore:
- R. E. Young e C. F. E. Roper, A monograph of the Cephalopoda of the North Atlantic: the family Cycloteuthidae, in Smithsonian Contributions to Zoology, n. 5, 1969,  pp. 5-15.
- C. F. E. Roper e R. E. Young, Vertical distribution of pelagic cephalopods, in Smithsonian Contributions to Zoology, n. 209, 1975,  pp. 1-51.
- R. E. Young e R. Harman, The phylogeny of the "enoploteuthid" families, in Smithsonian Contributions to Zoology, n. 586, 1998,  pp. 257-270.
- R. E. Young, L. Burgess, C. F. E. Roper, M. Sweeney e S. Stephen, Classification of the Enoploteuthidae, Pyroteuthidae and Ancistrocheiridae, in Smithsonian Contributions to Zoology, n. 586, 1998,  pp. 239-256.
- K. M. Mangold e R. E. Young, The systematic value of the digestive organs, in Smithsonian Contributions to Zoology, n. 586, 1998,  pp. 21-30.
- M. Clarke e R. Young, Description and analysis of cephalopod beaks from stomachs of six species of odontocete cetaceans stranded on Hawaiian shores, in Journal of the Marine Biological Association of the United Kingdom, n. 78, 1998,  pp. 623-641.
- R. E. Young e J. Hirota, Review of the ecology of Sthenoteuthis oualaniensis near the Hawaiian Archipelago, in T. Okutani (a cura di), Contributed papers to international symposium on large pelagic squids, Tokyo, Japan Marine Fishery Resources Research Center, 1998,  pp. 131-143.
- R. Young, M. Vecchione e D. Donovan, The evolution of coleoid cephalopods and their present biodiversity and ecology, in South African Journal of Marine Science, 1998.
- M. Vecchione e R. E. Young, A newly discovered family of oceanic squids (Cephalopoda; Oegopsida), in South African Journal of Marine Science, 1998.
- J. R. Bower, M. P. Seki, R. E. Young, K. A. Bigelow, J. Hirota e P. Flament, Cephalopod paralarvae assemblages in Hawaiian waters, in Marine Ecology Progress Series, n. 185, 1999,  pp. 203-212.
- M. Vecchione, R. E. Young, D. T. Donovan e P. G. Rodhouse, Reevaluation of coleoid cephalopod relationships based on modified arms in the Jurassic coleoid Mastigophora, in Lethaia, n. 32, 1999,  pp. 113-118.
- R. E. Young e M. Vecchione, Morphological observations on a hatchling and a paralarva of the vampire squid, Vampyroteuthis infernalis Chun, in Proceedings of the Biological Society of Washington, n. 112, 1999,  pp. 661-666.
- M. Vecchione, M. F. Mickevich, K. Faichald, B. B. Collette, A. B. Williams, T. A. Munroe e R. E. Young, The importance of assessing taxonomic adequacy to determine fishing effects on marine biodiversity, in ICES Journal of Marine Science, n. 57, 2000,  pp. 677-681.
- M. Vecchione, R. E. Young e D. Carlini, Reconstruction of ancestral character states in neocoloeoid cephalopods based on parsimony, in American Malacological Bulletin, 2000.
- D. B. Carlini, R. E. Young e M. Vecchione, A molecular phylogeny of the Octopoda (Mollusca: Cephalopoda) evaluated in light of morphological evidence, in Molecular Phylogenetics and Evolution, 2001.
- M. Vecchione, R. E. Young, A. Guerra, D. J. Lindsay, D. A. Clague, J. M. Bernhard, W. W. Sager, A. F. Gonzalez, F. J. Rocha e M. Segonzac, Worldwide Observations of Remarkable Deep-Sea Squids, in Science, n. 294, 21 dicembre 2001,  pp. 2505-2506.
- R. E. Young e M. Vecchione, Evolution of the gills in the Octopodiformes, in Bulletin of Marine Science, n. 71, 2002,  pp. 1003-1018.
- R. E. Young e M. Vecchione, Narrowteuthis nesisi, a new genus and new species of the squid family Neoteuthidae (Mollusca; Cephalopoda), in Proceedings of the Biological Society of Washington, vol. 118, n. 3, 2005,  pp. 566-569.
- R. E. Young, M. Vecchione e U. Piatkowski, Promachoteuthis sloani, a new species of the squid family Promachoteuthidae (Mollusca: Cephalopoda), in Proceedings of the Biological Society of Washington, vol. 119, n. 2, 2006,  pp. 287-292.
- R. E. Young, M. Vecchione, U. Piatkowski e C. F. E. Roper, A redescription of Planctoteuthis levimana (Lönnberg, 1896) (Mollusca; Cephalopoda), with a brief review of the genus, in Proceedings of the Biological Society of Washington, vol. 119, n. 4, 2006,  pp. 586-591.
- M. Vecchione e R. E. Young, The squid family Magnapinnidae (Mollusca: Cephalopoda) in the Atlantic Ocean, with a description of a new species, in Proceedings of the Biological Society of Washington, vol. 119, n. 3, 2006,  pp. 365-372.
- R. E. Young, M. Vecchione e C. F. E. Roper, A new genus and three new species of decapodiform cephalopods (Mollusca: Cephalopoda), in Reviews in Fish Biology and Fisheries, n. 17, 2007,  pp. 353-365.
- M. Vecchione, R. E. Young e M. J. Sweeney, Classification of living forms. Treatise on Invertebrate Paleontology. Part M. Cephalopoda; Coleoidea; Neocoleoidea, 2008.
- R. E. Young, A. Lindgren e M. Vecchione, A new species of the squid family Mastigoteuthidae (Mollusca: Cephalopoda), in Proceedings of the Biological Society of Washington, 2008.
- M. Vecchione, R. E. Young e U. Piatkowski, Biogeography of cephalopods of the northern mid-Atlantic Ridge, in Marine Biology Research, 2008.

## Riconoscimenti
Il genere di calamari Discoteuthis è stato descritto da Richard E. Young e Clyde F. E. Roper nel 1969, includendo due specie.